# Luidia senegalensis
Luidia senegalensis (лат.) — девятилучевая морская звёзда рода Луидии (Luidia) из отряда паксиллоносных морских звёзд. Обитает на западе Атлантического океана.

## Описание

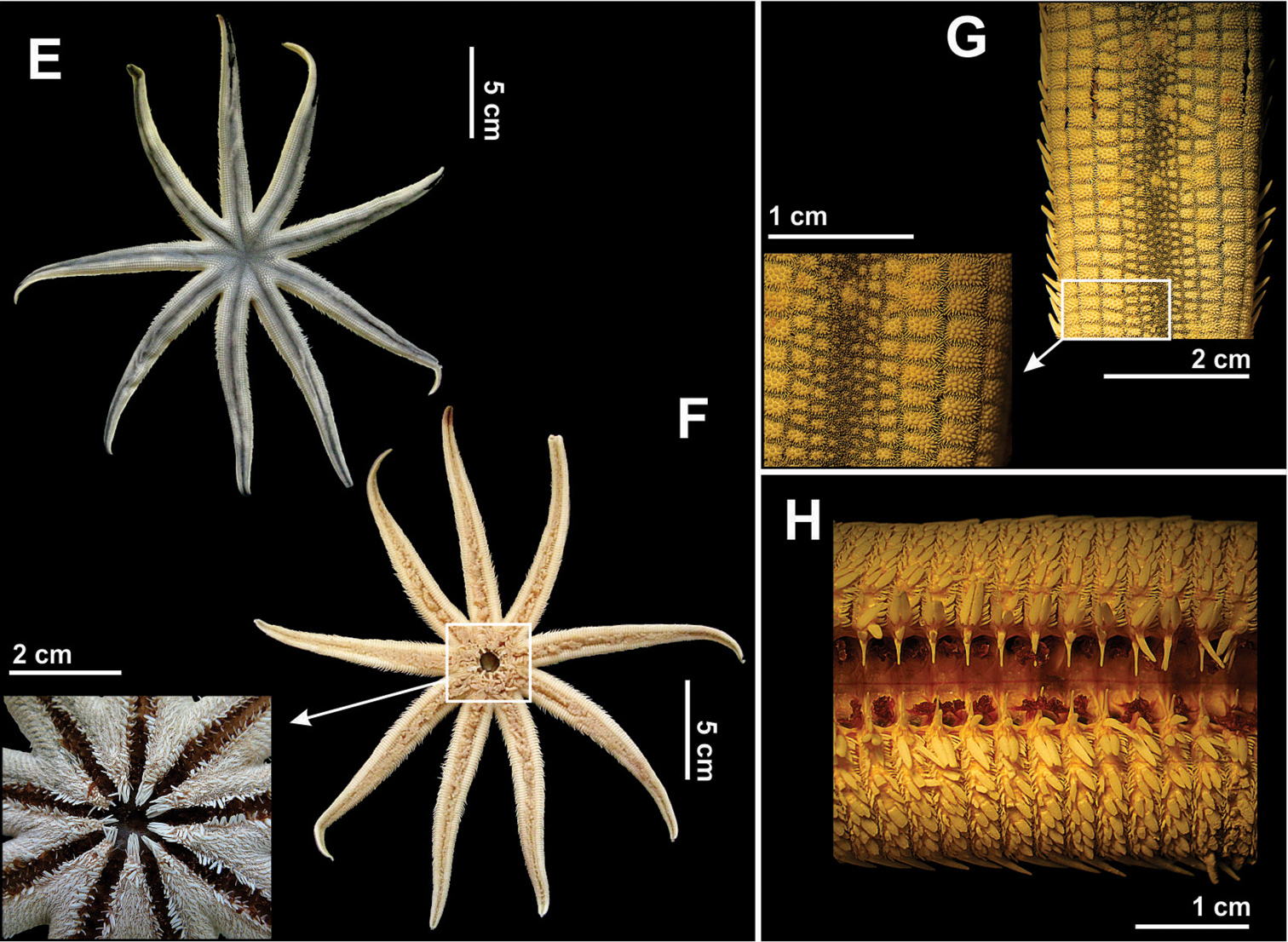
Морфология Luidia senegalensis: (E), Дорзальный вид; (F), Вентральный вид и увеличенное ротовая область; (G), Вид луча сверху и увеличенный вид сосочков; (H), Луч, вид снизу.

Luidia senegalensis — девятилучевая морская звезда с длинными, тонкими, сужающимися лучами, прикреплённые к небольшому круглому центральному диску. Она достигает диаметра около 30-40 см. Аборальная, или верхняя, поверхность покрыта мозаикой из плотно расположенных колючих пластин. Квадратные пластины у края лучей-рук кремового цвета, а неровные, расположенные полосой посередине рук, серые. Края лучей окаймлены короткими белыми шипами. Оральная, или нижняя, сторона морской звезды имеет дополнительные небольшие белые колючие пластины по краям лучей и центральную полосу из полупрозрачных оранжевых трубчатых ножек. Как и у других луидий, у L. senegalensis трубчатые ножки без присосок. Рот находится в центре диска, ануса нет, непереваренные фрагменты пищи выбрасываются через рот.

## Распространение и среда обитания
Luidia senegalensis встречается на глубине до 40 м у берегов Флориды, в Карибском море, Мексиканском заливе и вдоль побережья Южной Америки до юга Бразилии.[2] Она предпочитает песчаное, илистое или ракушечное дно в защищённых местах, таких как лагуны. Эта луидия занимает тот же ареал, что и близкородственная серая морская звезда Luidia clathrata, и имеет очень похожую окраску, но девятилучевую L. senegalensis легко отличить по количеству лучей от пятилучевой L. clathrata.

## Биология
Luidia senegalensis — падальщик и хищник. Исследование содержимого желудка показывает, что её рацион состоит преимущественно из моллюсков, мелких ракообразных и полихет. Многие пищевые объекты были проглочены целиком, когда морская звезда выворачивала желудок и поглощала добычу. Она также зарывается в субстрат и заглатывает осадок, фильтруя его через ротовые шипы и извлекая детрит и мелкие организмы, такие как офиуры.
Размножение происходит в разное время года в разных частях ареала. Морские звёзды выбрасывают свои гаметы в море, где происходит оплодотворение. Из яиц вылупляются личинки-бипиннарии, которые дрейфуют вместе с планктоном. Примерно через 25 дней они значительно подрастают и оседают на морском дне, прежде чем пройти метаморфоз в молодь морских звёзд.
Было обнаружено, что в загрязнённых водах эта морская звезда концентрирует тяжёлые металлы в своих тканях. Цинк, а также, в меньшей степени, никель, свинец, кадмий и серебро могут накапливаться в стенке тела и пилорических придатках (частях кишечника, выдающихся в придатки).
В лагуне Индиан-Ривер на поверхности морской звезды иногда обитает небольшой коричневый многощетинковый червь, являющийся комменсалом. На одной звезде может обитать несколько таких червей, и, вероятно, они получают пользу от взмучивания осадка, вызванного её деятельностью.